# الاتحاد الدولي للمهندسين المهنيين والتقنيين

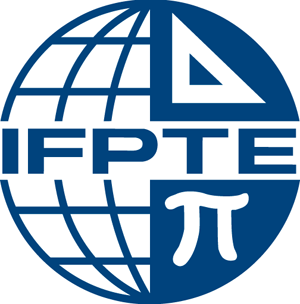
شعار الاتحاد الدولي للمهندسين المهنيين والتقنيين

الاتحاد الدولي للمهندسين المهنيين والتقنيين (بالإنجليزية:International Federation of Professional and Technical Engineers) هو اتحاد نقابة عمال في أمريكا الشمالية يتمثل في تقدم الدعم المختلف للعمال المهنيين والتقنيين وله مكتب إداري في الولايات المتحدة وكندا، ويتبع كل من القطاعين العام والخاص.

## روابط خارجية
- الموقع الرسمي للإتحاد الدولي للمهندسين المهنيين والتقنيين